# Afrikas Fußballer des Jahres 1985
Der Ballon d’Or (französisch für Goldener Ball) der Zeitschrift France Football wurde 1985 zum 16. Mal für Afrikas Fußballer des Jahres vergeben. Gewinner der Auszeichnung war der Marokkaner Mohammed Timoumi.

## Abstimmungsmodus
Wählbar waren alle afrikanischen Fußballspieler, unabhängig von ihrer Vereinszugehörigkeit.

## Ergebnis
| Rang | Spieler                | Nationalität   | Verein                   | Stimmen |
| ---- | ---------------------- | -------------- | ------------------------ | ------- |
| 1.   | Mohammed Timoumi       | Marokko        | FAR Rabat                | 113     |
| 2.   | Rabah Madjer           | Algerien       | FC Porto                 | 45      |
| 3.   | Djamel Menad           | Algerien       | JS Kabylie               | 39      |
| 3.   | Ibrahim Youssef        | Ägypten        | al Zamalek SC            | 39      |
| 5.   | Badou Zaki             | Marokko        | Wydad Casablanca         | 33      |
| 6.   | Yousouf Falikou Fofana | Elfenbeinküste | AS Monaco                | 31      |
| 7.   | Lakhdar Belloumi       | Algerien       | GCR Mascara              | 20      |
| 8.   | Abedi Ayew Pelé        | Ghana          | AS Dragons FC de l’Ouémé | 19      |
| 9.   | Jules Bocandé          | Senegal        | FC Metz                  | 17      |
| 10.  | Roger Milla            | Kamerun        | AS Saint-Étienne         | 16      |
| 10.  | Wa Mbati Mobati        | Zaire          | AS Dragons Kinshasa      | 16      |